# Dagmar Aaen
Die Dagmar Aaen ([ʌːn]) ist ein für Fahrten in der Arktis umgebauter ehemaliger Haikutter. Sein Eigner ist seit 1988 Arved Fuchs, der ihn seitdem für seine Expeditionen verwendet. Die Dagmar Aaen ist das einzige Segelschiff, das sowohl die Nordostpassage als auch die Nordwestpassage durchquert hat.

## Geschichte
Der Fischer Mouritz Aaen gab 1931 den Auftrag zum Bau des Haikutters. Das Schiff benannte er nach seiner Frau Dagmar. Das Schiff wurde für Fahrten sowohl im Nordatlantik als auch der Nordsee konzipiert. Auf der Werft N. P. Jensen im dänischen Esbjerg wurde der Kiel mit der Nummer E 510 gelegt. Man entschied sich, den Rumpf und die Planken aus Eiche zu fertigen. Die Planken haben eine Stärke von 6 cm, da es der Dagmar Aaen auch möglich sein sollte, im Eis einzufrieren. Der Spantenabstand wurde zum Teil so eng gewählt, dass keine Faust dazwischen passt. Durch mehrere Abteilungen, die durch Schotts abgetrennt wurden, erhielt das Schiff eine hohe Festigkeit. Diese widerstandsfähige Bauweise ermöglicht es, mit dem Schiff Fahrten durch das Eis zu wagen. Ihre Stabilität stellte die Dagmar Aaen unter Beweis, indem sie eine Durchkenterung überstand.
Noch bis 1977 wurde die Dagmar Aaen zum Fischfang eingesetzt. Mouritz Aaen löste 1960 seine Kutterreederei auf, danach wurde die Dagmar Aaen von ihrem damaligen Kapitän Johannes Knak erworben, 1973 kaufte sie Thor Krarup Jensen. Später erwarb der Däne Nils Bach das Schiff und baute es um. Danach verwendete er es als Charterschiff, ab 1983 für Fahrten mit Jugendgruppen.
Im Jahre 1988 kaufte der Bad Bramstedter Abenteurer Arved Fuchs die Dagmar Aaen, um sie für Fahrten in die Polarregionen umbauen zu lassen. Der Umbau geschah bei Christian Jonsson in Egernsund. Dort erhielt die Dagmar Aaen  ein neues Rigg und Eisverstärkungen am Rumpf. Seitdem war das Schiff viele Male in der Werft, da Fuchs es für jede Expedition speziell anpassen und reparieren lässt. Daneben nimmt die Dagmar Aaen auch an der Rumregatta teil.
Während einer Expedition wurde ein Berg innerhalb des Patagonischen Inlandeises von Pablo Besser offiziell nach dem Schiff, Monte Dagmar Aaen, benannt.
Fuchs dokumentiert auf seinen Fahrten mit dem Schiff die Veränderungen der Natur durch Umweltverschmutzung. Dies veranlasste ihn, die Dagmar Aaen während der Sea, Ice & Mountain-Expedition im Pazifik an einem Protest gegen französische Atomtests teilnehmen zu lassen.
Der Heimathafen der Dagmar Aaen ist Wewelsfleth an der Elbe, sie liegt allerdings dauerhaft im Museumshafen Flensburg.

## Schiff und Ausrüstung

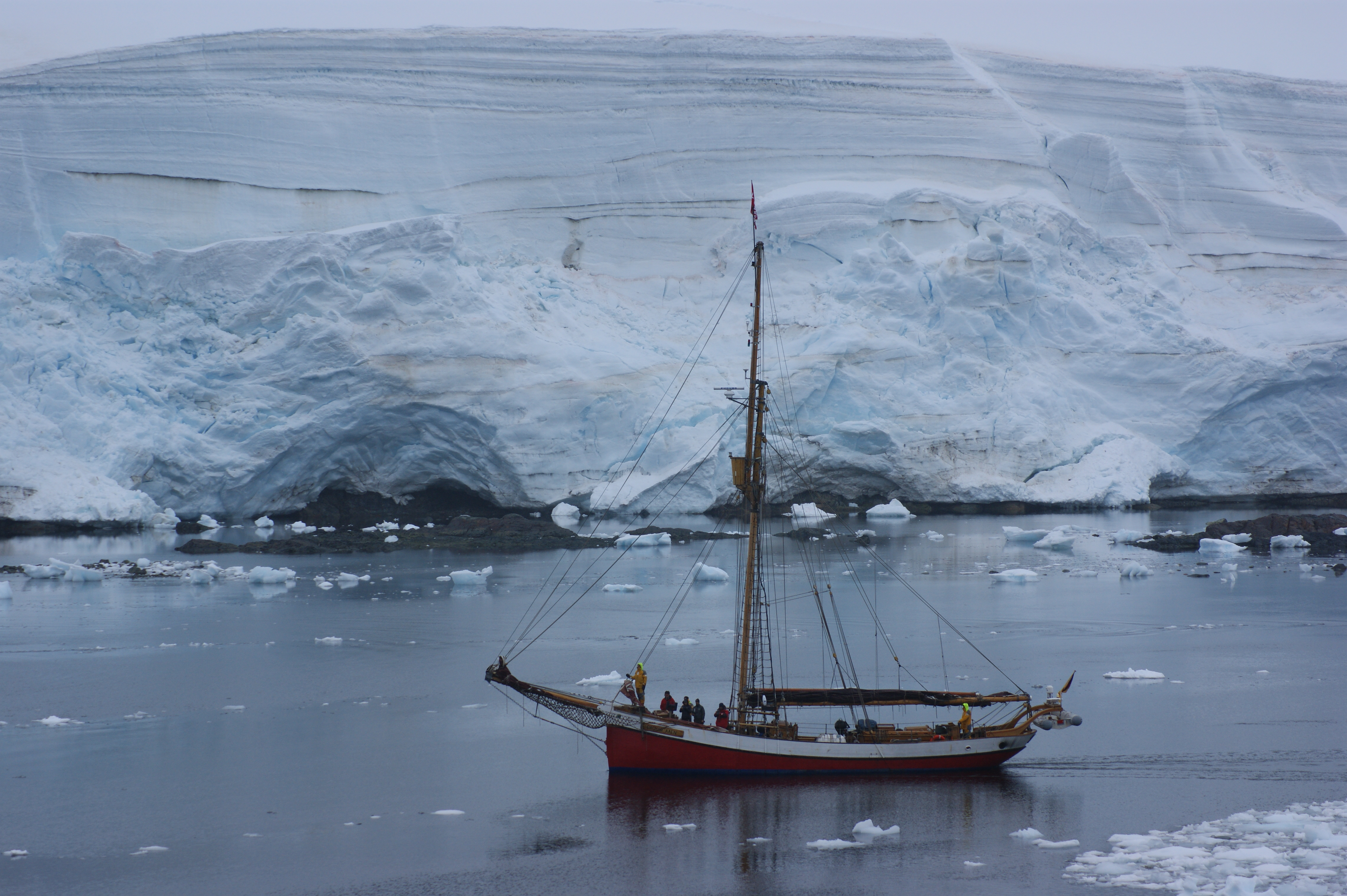
Dagmar Aaen im Antarctic-Sund

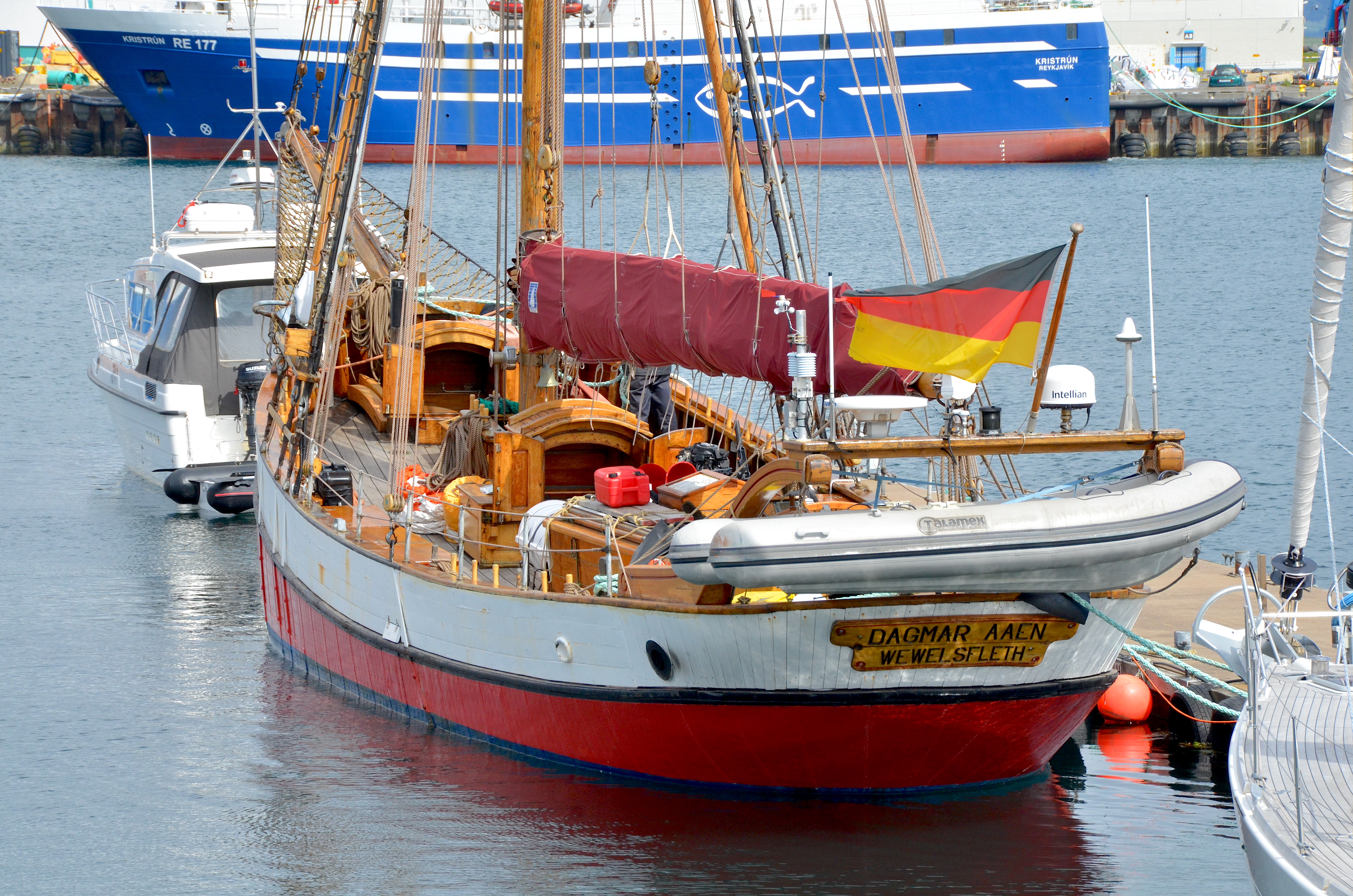
Dagmar Aaen in Reykjavík

- Eigner: Mouritz Aaen (1931); Johannes Knak (1960); Thor Krarup Jensen (1973); Nils Bach (1977); Arved Fuchs (1988)
- Baumaterial: 6 cm Eichenplanken auf Eichenspanten
- Rumpf mit 6 mm Spezial-Aluminium beschlagen
- Steven und Kiel verstärkt mit bis zu 3 cm Stahl
- Deck: Oregon Pine
- Mast und Stenge: 22 m Gesamthöhe, Douglasfichte
- Segel: 1 Großsegel mit drei Reffreihen
- Vorsegel: 1 Focksegel, 1 Klüver: 1 Flieger
- Segelmaterial: DACRON 1 Toppsegel 1 Trysegel und 1 Sturmfock
- Maschine:	Callesen Diesel 3 Zylinder, 132 kW (180 PS) bei 500/min
- Hilfsdiesel: 12 kW Dieselgenerator 230/400 V, Fischer Panda
- Dieseltank: 4500 l
- Trinkwasser: 450 l, 1 Wassermacher, Sea Recovery (Osmose-Umkehr)
- Navigation: 1 Furuno GPS, 1 Silva GPS, Furuno Radar, Furuno Echolot
- Kommunikation: Hagenuk HF-Seefunkanlage, Scanti UKW-Funk, Inmarsat-C (GMDSS), Satellitentelefon, Furuno Wetterfax mit NAVTEX